# Toakai Puapua
Toakai Puapua es un entrenador de Gimnasia y fútbol tuvaluano, exentrenador de la selección de fútbol de Tuvalu. Desde 2014 es presidente de la Asociación Nacional de Fútbol de Tuvalu (TNFA por sus siglas en inglés).

## Carrera
Desde 2006 hasta 2008 fue entrenador de FC Tofaga, Tofaga ganó la NBT en 2006 y 2007 y la Copa Independencia en 2006.
En 2007, fue entrenador de fútbol de Tuvalu durante los Juegos del Pacífico Sur de 2007 en Samoa. El primer juego de su mandato fue una derrota por 16-0 ante Fiyi. Sin embargo, Tuvalu luchó duro contra Nueva Caledonia (que eran líderes conjuntos de la competencia) y solo perdió 1-0. Tuvalu luego empató 1-1 con Tahití, con un gol tardío de Viliamu Sekifu, quien se convirtió en el primer goleador en partidos oficiales para la clasificación a la copa del mundo para su país. Sin embargo, las Islas Cook derrotaron a Tuvalu 4-1. Tuvalu terminó último en el grupo A, con un punto.
En 2011, Puapua fue reemplazado como entrenador por Foppe de Haan.
En 2010, Puapua fue el entrenador de la selección de fútbol sala de Tuvalu en el Campeonato de Oceanía de Fútbol Sala 2010, terminó séptimo de siete equipos.